# Laetacara thayeri
Laetacara thayeri är en fiskart som först beskrevs av Steindachner, 1875.  Laetacara thayeri ingår i släktet Laetacara och familjen Cichlidae. Inga underarter finns listade i Catalogue of Life.